# Castrul roman de la Lipova
Castrul roman de la Lipova, județul Arad, a fost situat în partea de sud-vest a actualului oraș, unde ulterior s-a ridicat bastionul Cetății Lipova.